# 908 Buda
908 Buda
908 Buda là một tiểu hành tinh bay quanh Mặt Trời.